# Dia Internacional da Conscientização sobre o Ruído
O Dia Internacional de Conscientização sobre o Ruído é uma campanha global, voluntária e sem fins lucrativos, fundada em 1996 como International Noise Awareness Day (INAD) pelo Centro de Audição e Comunicação (Center for Hearing and Communication), com o objetivo de aumentar a conscientização sobre os efeitos do ruído no bem-estar e na saúde das pessoas. Ocorre anualmente, na última quarta-feira do mês de abril de cada ano.
Uma das ações tipicamente realizadas é a promoção de 60 segundos de silêncio, às 14h15min, com o intuito de ressaltar o impacto do ruído na vida cotidiana e proporcionar aos participantes uma oportunidade de conscientização. Além disso, outras atividades foram desenvolvidas ao longo dos anos, como a confecção de cartazes, mensagens e atividades de promoção de saúde auditiva com a intenção de divulgar a causa, de defender a importância de mudanças na legislação e promover o desenvolvimento de tecnologias que suavizem a problemática da poluição sonora. A Organização Mundial de Saúde (OMS) reconheceu a poluição sonora como um problema de saúde pública mundial. Desse modo, o INAD conquistou participantes em diversos países, ampliando sua rede de colaboradores em praticamente todos os continentes.

## INAD Brasil
Em 2008 um grupo de interessados reuniu-se no Brasil e passaram a promover o INAD em versão brasileira com o apoio da Sociedade Brasileira de Acústica (Sobrac) desde 2008, da Academia Brasileira de Audiologia (ABA) desde 2009 e também com o apoio da Universidade Federal de Santa Maria, em especial do Curso de Engenharia Acústica da universidade desde 2010, com o objetivo de conscientizar a população sobre o ruído e seus efeitos na saúde, na qualidade de vida e no meio ambiente, e sobre a responsabilidade de cada pessoa em reduzir o ruído gerado no cotidiano, tendo como seu público alvo a população em geral.
Considerando que a mudança de mentalidade deve ser promovida desde muito cedo, a campanha visa alcançar estudantes do ensino fundamental e médio, além de estudantes de graduação, em especial dos cursos de Engenharia Acústica, Fonoaudiologia, Engenharia Ambiental, Engenharia Civil, Engenharia Mecânica e Arquitetura e Urbanismo, que possuem relação mais direta com audição, ambiente e som. Dessa forma, busca-se formar futuros profissionais conscientes e com conhecimento interdisciplinar.
Slogans diferentes a cada ano e materiais gráficos adaptados são características da maioria das campanhas internacionais do INAD. Sendo assim, o INAD Brasil tem um slogan específico e seus respectivos materiais anuais de campanha. A partir de 2010 a campanha ganhou grande ampliação virtual, inaugurando o seu próprio site e participando também nas redes sociais, favorecendo a ampla veiculação dos materiais do INAD Brasil e possibilitando o download e compartilhamento dos mesmos. Outras atividades realizadas incluíram reuniões com autoridades governamentais e ambientais, distribuição de protetores auditivos, estratégias educativas e avaliações de ruído e da audição. Ao longo dos anos tem-se notado aumento da participação de colaboradores autônomos e institucionais, simpatizantes e organizações de representatividade de classes, extrapolando o ambiente escolar e acadêmico e ganhando visibilidade em locais públicos, como feiras livres, ruas, unidades de saúde, igrejas, shoppings, restaurantes, pontos turísticos, terminais de ônibus, semáforos e tantos outros.
Todos os anos o INAD Brasil traz um tema e um lema para destacar a importância dos cuidados relativos aos impactos do ruído no dia a dia e na realidade do Brasil. A coordenação nacional inicia as discussões por volta de outubro/novembro do ano anterior. Participam das discussões profissionais, estudantes, professores da área técnica da acústica, saúde e meio ambiente de diferentes entidades. Inicialmente, é escolhido o tema e definido o lema. Posteriormente, é realizado o desenvolvimento de materiais. Essa etapa deve acontecer até, no máximo, início de fevereiro do ano do evento. Os materiais comumente produzidos são: cartazes, banners, ecobags, crachá para as comissões e participantes, marcador de página, postal (para envio via correios), capa para vinheta/spot sonoro, adesivos ou bótons, lixeira para carro, caneta, apoio de mesa com informações, aviso para porta, camiseta, folheto (folder) com informações e dicas, elementos gráficos em .png, cartilha básica do uso do sonômetro, modelos de apresentação para Powerpoint e a logo principal.

Estes são os temas e lemas do INAD Brasil desde 2008 a 2025:
| Ano  | Tema                                               | Lema                                                          |
| 2008 | Prejuízos do ruído                                 | Ah, se minha orelha falasse…                                  |
| 2009 | Atenção à exposição ao ruído                       | Não faça de sua orelha uma lixeira!                           |
| 2010 | Ruído: inimigo invisível                           | O que os olhos não veem, a orelha sente.                      |
| 2011 | Ruído urbano                                       | Não deixe o ruído invadir nossa cidade                        |
| 2012 | Políticas públicas                                 | Bem-estar garantido é bem-estar sem ruído                     |
| 2013 | Apelos às mídias sociais                           | Quem compartilha o ruído, compartilha o perigo                |
| 2014 | Comemorações esportivas (copa do mundo)            | O mundo na torcida por menos ruído.                           |
| 2015 | Ruído no trânsito                                  | Ruído no trânsito, um vilão que ninguém presta atenção.       |
| 2016 | Ruído nas escolas                                  | Ruído: a solução está na educação                             |
| 2017 | Conforto acústico nas escolas                      | Conforto acústico e educação, um bem para você e sua audição. |
| 2018 | Legislação acerca do ruído                         | O legal do som: para a diversão não virar perturbação         |
| 2019 | Cuidado com a audição                              | Sua audição, merece atenção, cuide dela com o coração.        |
| 2020 | Ruído ocupacional                                  | Trabalho com o ruído, saúde em perigo                         |
| 2021 | Saúde auditiva                                     | Proteja sua audição, proteja sua saúde                        |
| 2022 | Ruído na infância                                  | Na infância, diversão e proteção. Ruído não!                  |
| 2023 | Efeitos do ruído na comunicação                    | Ruído na comunicação? Todos sem conexão                       |
| 2024 | Ruído no trabalho e seus efeitos sobre a saúde     | Ruído no trabalho? Prevenção é a solução!                     |
| 2025 | Inclusão – Por uma sociedade que escuta e respeita | Escuta que Acolhe, Som que Respeita                           |

Devido à pandemia da Covid-19 causada pelo novo coronavírus (SARS-CoV-2), de 2020 a 2022 a campanha que ocorria de forma presencial viu a necessidade de acontecer de forma virtual, buscando o afastamento social em prol da saúde da população.

### 2020

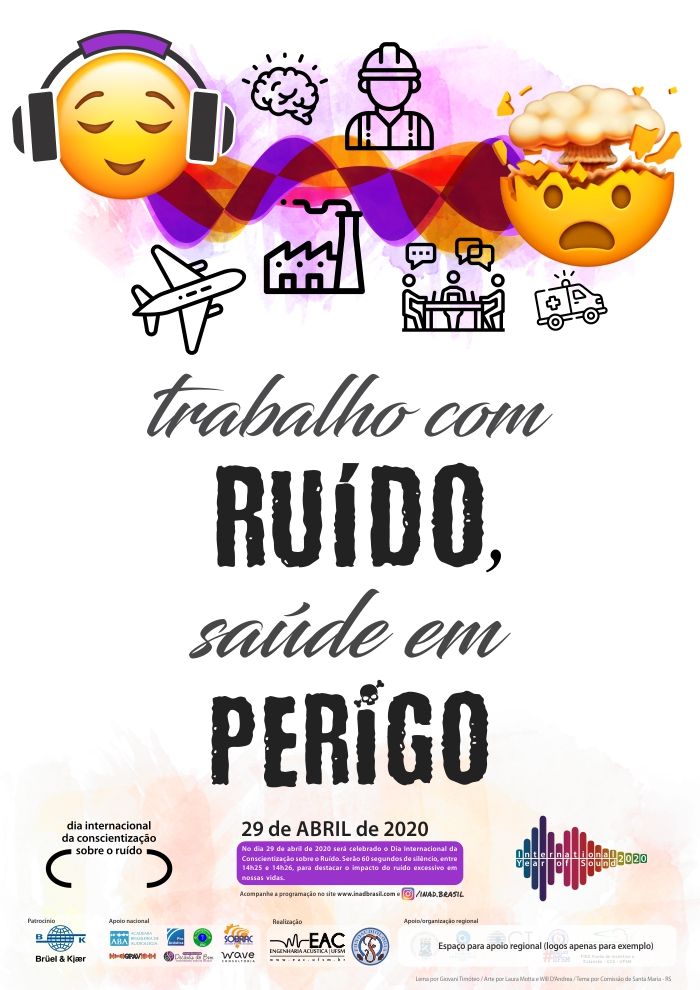
Cartaz INAD Brasil 2020

Durante a organização do INAD 2020, a equipe foi surpreendida pela pandemia da Covid-19. O tema, lema e materiais já estavam desenvolvidos quando foi anunciado o Estado de Emergência de Saúde Pública de Importância Internacional. Próximo à data do INAD, o Governo Federal, por intermédio do Ministério da Saúde, decretou o Estado de Emergência de Saúde Pública de Importância Nacional.
O tema em 2020 foi “Saúde do Trabalhador”, e seu lema “Trabalho com ruído, saúde em perigo!”. Ainda, o INAD fez parte das atividades do Ano Internacional do Som (2020–2021), ou International Year of Sound – IYS, inclusive, com as atividades do INAD Brasil listadas no site oficial do IYS.
A campanha reforçou a necessidade de manter distanciamento e evitar aglomerações, além de incentivar a realização de ações virtuais. Palavras que remetem aos ambientes virtuais foram adotadas para os textos no site e mídias sociais, como “conectar”, “compartilhar” etc. Em sua maioria as atividades realizadas foram "Lives" e demais eventos virtuais, todavia uma série de publicações educativas sobre som, audição e saúde, bem como publicações informativas, foram difundidas. Elementos gráficos e todos os materiais confeccionados foram disponibilizados publicamente no GitHub e no site da campanha. Dessa forma, voluntários interessados puderam construir as próprias artes e publicações, ou republicar as já preparadas, contribuindo assim com a divulgação da campanha. O fato das atividades terem acontecido de forma remota favoreceu a realização de eventos com a participação simultânea de profissionais de diferentes regiões do país, o que presencialmente ficaria mais restrito.

### 2021

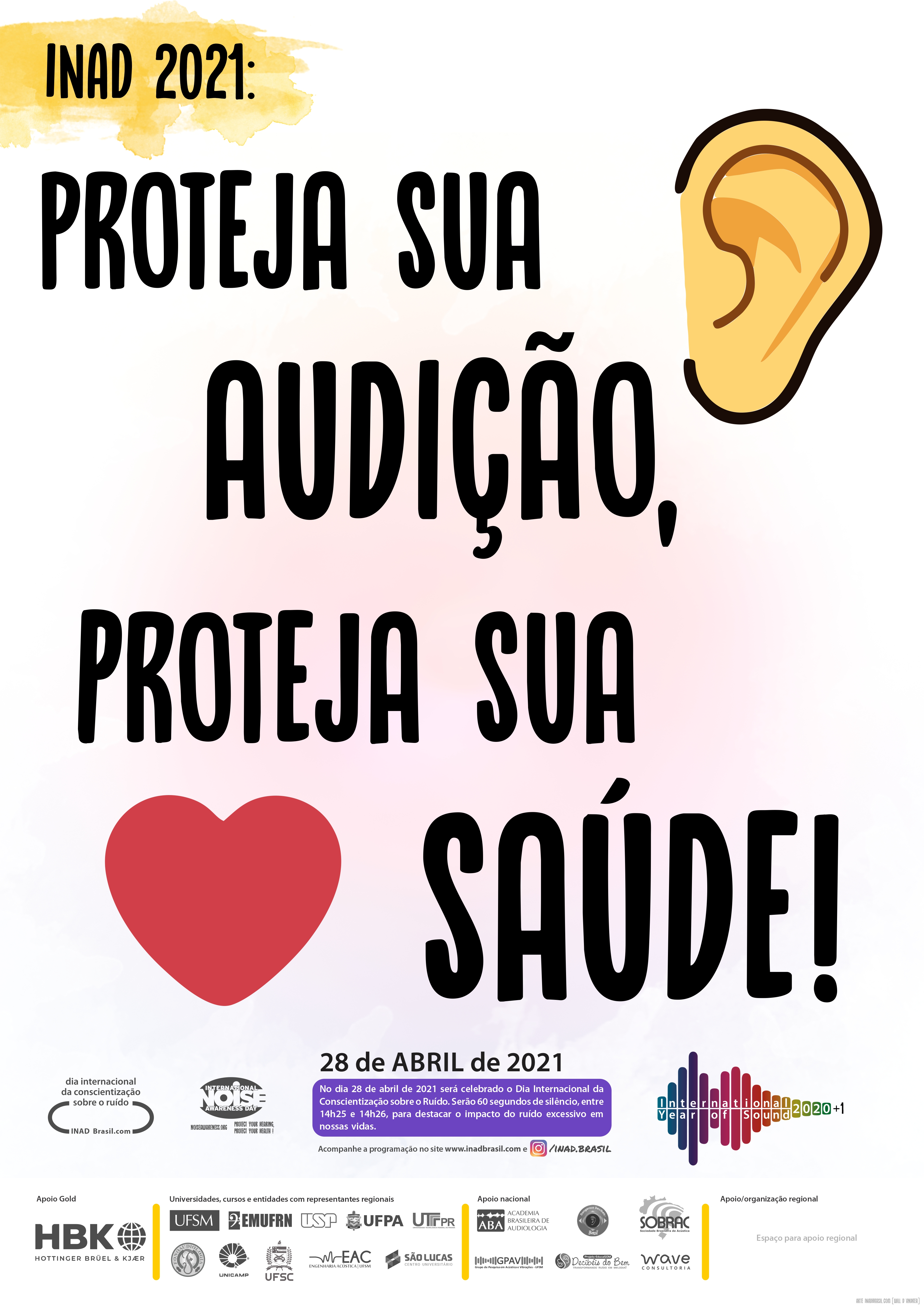
Cartaz INAD Brasil 2021

O INAD Brasil seguiu fazendo parte das atividades do Ano Internacional do Som (ou International Year of Sound – IYS), que foi estendido para 2021. Atuando de forma conciliada com o INAD internacional, foi utilizado o lema em tradução literal: “Proteja sua audição, proteja sua saúde!” (Protect your hearing, protect your health!), com o tema  "Saúde auditiva".
Nesse ano, todo o mundo ainda seguia sendo afetado pela pandemia da Covid-19. Então, os materiais e ações foram planejados para que a campanha acontecesse de forma online, buscando o engajamento da comunidade, tanto leiga, quanto profissional. Desse modo, as mídias sociais, o site institucional e outros ambientes digitais ganharam força na divulgação da campanha. O principal meio de divulgação e engajamento desde o ano anterior foi o Instagram. Além disso, todo o material foi também adaptado ao Twitter, Facebook, YouTube e site do INAD Brasil. Foram promovidas lives e demais eventos técnicos e científicos e o fato das ações acontecerem em ambiente virtual serviu para o maior alcance da população. Os participantes puderam acompanhar as atividades ao vivo, interagindo por meio de comentários no chat, além de terem o acesso posterior devido aos eventos ficarem gravados e disponíveis em plataformas online.
A coordenação nacional do INAD Brasil promoveu dois eventos: Live INAD Brasil e Mesa Redonda sobre som e Audição. Ambos tiveram a participação de representantes da equipe organizadora da campanha, de entidades apoiadoras e de profissionais convidados da área técnica da saúde, música e acústica. Os temas abordados em 2021 envolveram conceitos básicos sobre som (fundamentos físicos e como realizar sua medição), audição (anatomia e efeitos do ruído na saúde) e resgates históricos (concepção do INAD e do Ano Internacional do Som). Além disso, as publicações também ajudaram na divulgação de campanhas parceiras, como o Sinfonia na Cidade, bem como na promoção de lives e eventos.

### 2022

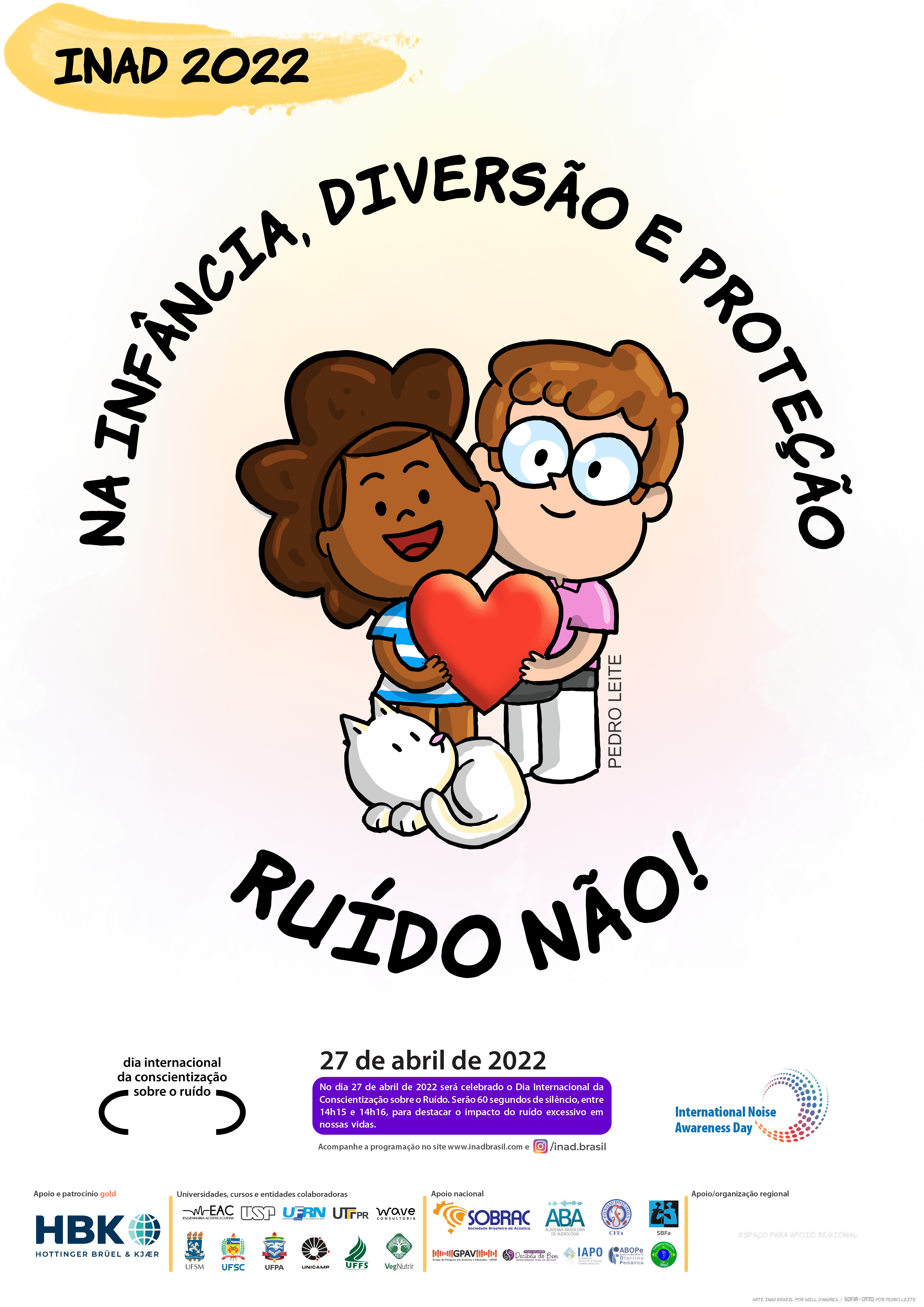
Cartaz INAD Brasil 2022

Como tema do ano de 2022 abordou-se os efeitos do ruído na infância. A palavra Infância remete à alegria, inocência, cuidado, proteção e diversão e, por isso, não deveria haver espaço para riscos à saúde, ao desenvolvimento e à vida das crianças. Por esse motivo, o lema para este ano foi apresentado pelo INAD em forma de apelo, de protesto: “Na infância, diversão e proteção. Ruído não!”. Os efeitos adversos do ruído na saúde humana e qualidade de vida são detectáveis em todas as idades, desde o período gestacional, passando pela infância e adolescência até a vida adulta e velhice. Assim, a intenção do INAD Brasil foi chamar a atenção aos impactos da presença de ruído na vida da criança, que pode comprometer seu desenvolvimento, aprendizagem, interação social e saúde. Além disso, por se tratar de efeitos cumulativos, a exposição ao ruído pode acarretar maior suscetibilidade a outros problemas de saúde ao longo da vida.
A exposição ao ruído durante o período gestacional pode gerar problemas no desenvolvimento fetal, além de ser um risco à audição tanto da mãe, quanto do bebê. Logo após o nascimento, a criança já está em contato com fontes sonoras que são prejudiciais, como o ruído da incubadora, da rotina e dos equipamentos presentes no hospital. Ao longo de seu desenvolvimento, a criança é exposta a fontes de ruído presentes no dia a dia que são prejudiciais a todas as pessoas, mas também há um destaque para a exposição a brinquedos sonoros, eventos musicais e esportivos, parques de diversão indoor e outros ambientes de entretenimento, uso de estéreo pessoais, além dos gerados no ambiente escolar.
Além dos apoiadores tradicionais, considerando o foco do tema deste ano, o INAD Brasil contou com o apoio adicional da Academia Brasileira de Otorrinolaringologia Pediátrica (ABOPe) e da Associação Interamericana de Otorrinolaringologia Pediátrica (IAPO). Além disso, a equipe se dispôs a ressoar o tema do Dia Mundial da Audição, proposto pela Organização Mundial de Saúde (OMS) em março deste ano: “To hear for life, listen with care!” (“Para ouvir por toda a vida, ouça com cuidado!”, em tradução livre para o português). Buscou-se, então, a visibilidade ao novo padrão internacional para audição segura em locais e eventos em que há a utilização da música amplificada, que foi publicado pela OMS. Também houve a participação no 37º Encontro Internacional de Audiologia, promovido pela Academia Brasileira de Audiologia (ABA) que aconteceu na cidade de São Paulo entre 6 a 8 de abril de 2022. O INAD Brasil participa do evento na categoria parceiro institucional e, por isso, tem o direito a um estande na área de expositores.
Considerando que as condições impostas pela pandemia da Covid-19 foram amenizadas, porém não extintas, deu-se continuidade ao incentivo de atividades virtuais, por contribuírem com a proteção dos participantes e possibilitar maior alcance de pessoas. Para tanto, as artes da campanha se mantiveram voltadas para a internet e mídias sociais.

### 2023

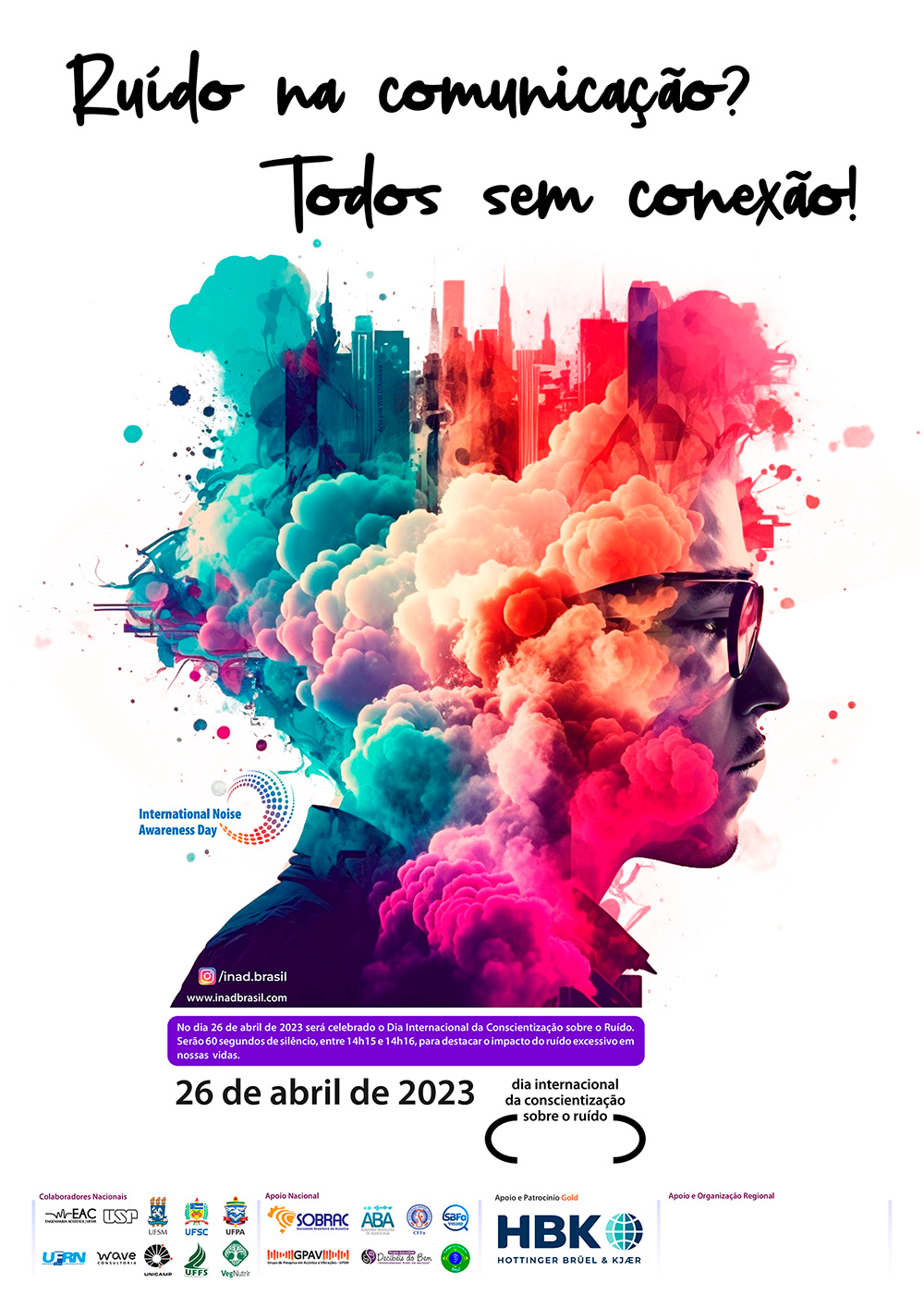
Cartaz INAD Brasil 2023

No ano de 2023, o tema abordado pelo INAD foi relacionado às implicações do ruído na comunicação. O lema “Ruído na comunicação? Todos sem conexão!” ressalta a importância de preservar a qualidade da comunicação e proteger a saúde auditiva, destacando a relação entre o ruído excessivo e as dificuldades de comunicação e conexão com as pessoas e o mundo ao seu redor. O ruído em excesso pode causar estresse, tonturas, cefaleias, possíveis prejuízos à saúde auditiva e interferências na comunicação, mascarando e distorcendo informações, além de forçar as pessoas a falarem mais alto, o que pode desencadear problemas vocais.
A campanha desse ano buscou conscientizar a população sobre o impacto negativo do ruído na comunicação e seus efeitos, não só na saúde, mas também na conexão com outras pessoas e na compreensão de informações. Buscando ressaltar também, a importância de preservar a qualidade sonora no ambiente de trabalho, nas cidades e em casa,  incentivando a utilização de equipamentos e tecnologias que reduzam o nível de ruído e preservam a saúde auditiva.
Além disso, a campanha também traz foco para a promoção de uma cultura de respeito à saúde auditiva e à comunicação, defendendo uma vida mais saudável e conectada.

### 2024
No ano de 2024, o INAD abordou o tema  “Ruído no trabalho? Prevenção é a solução!”. Esse lema demonstra a importância de prevenir problemas de saúde do trabalhador, conscientizando sobre a severidade dos danos que uma exposição prolongada ao ruído e substâncias ototòxicas sem proteção podem gerar.
O trabalho em ambientes ruidosos aumenta o risco de acidentes de trabalho, podendo atrapalhar na comunicação, na atenção, no sono, e até mesmo mascarando sinais de alerta dentro de um ambiente de trabalho. Além de claro, trazer danos a própria audição do trabalhador exposto. Por isso a campanha do INAD desse ano teve como objetivo a conscientização dos trabalhadores sobre o efeito do ruído sobre sua saúde (mesmo que a exposição não cause necessariamente uma perda auditiva) além de discutir medidas preventivas e melhoradoras em gestões de ambientes de trabalho ruidosos.
O lema “Ruído no trabalho? Prevenção é a solução!”  aponta a necessidade de se adotar o princípio da prevenção, de modo a proteger a saúde dos trabalhadores.

### 2025
Em 2025, foi destacado pelo INAD a importância de uma sociedade que escuta de forma respeitosa e promove ambientes acessíveis para todos, com o objetivo de estimular nas pessoas uma escuta empática e incentivá-las a terem mais atenção ao entorno percebendo como o ruído pode impactar a vida das pessoas. O tema da campanha desse ano foi "INAD Brasil 2025: Inclusão – Por uma sociedade que escuta e respeita" cujo lema foi: "Escuta que Acolhe, Som que Respeita".
A temática parte do princípio que o excesso de ruído não afeta todas as pessoas da mesma forma, colocando em perspectiva a importância da acessibilidade sonora e espaços públicos mais silenciosos e inclusivos para pessoas neurodivergentes, misofônicas, hiperacúsicas e com outras condições, além do impacto negativo que o ruído causa em animais e em ambientes hospitalares e educacionais.